# Полика
Полика (итал. Pollica) је насеље у Италији у округу Салерно, региону Кампанија.
Према процени из 2011. у насељу је живело 390 становника. Насеље се налази на надморској висини од 374 м.

## Становништво
| 1931. | 1936. | 1951. | 1961. | 1971. | 1981. | 1991. | 2001. | 2011. |
| ----- | ----- | ----- | ----- | ----- | ----- | ----- | ----- | ----- |
| 2.971 | 3.001 | 3.145 | 3.145 | 3.229 | 3.056 | 2.912 | 2.516 | 2.393 |